# Zapp V
Zapp V, anche noto come Zapp Vibe, è il quinto album in studio del gruppo musicale statunitense Zapp, pubblicato nel 1989.

## Tracce
1. Ooh Baby Baby – 3:38
2. I Play the Talk Box – 4:23
3. Stop That – 3:59
4. Fire – 3:38
5. Been This Way Before – 3:58
6. Back to Bass-iks – 4:51
7. Jesse Jackson – 4:56
8. Ain't the Thing to Do – 3:45
9. Sad-Day Moaning – 3:49
10. Rock Star – 4:01
11. Jake E Stanstill – 3:37